# Comeniusstraße 32 (Dresden)

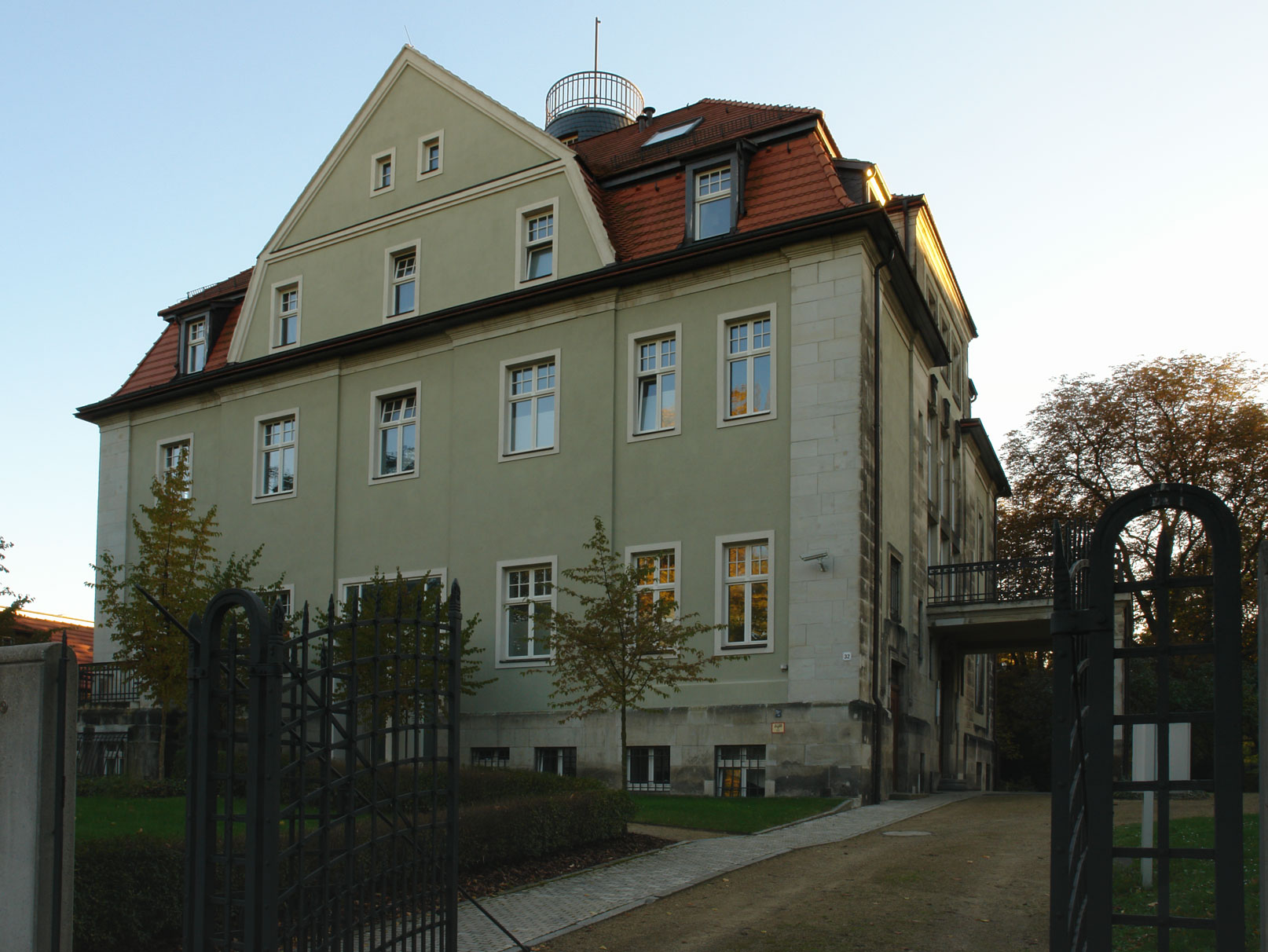
Vorderansicht

Das Haus Comeniusstraße 32 ist eine denkmalgeschützte Stadtvilla im Dresdner Stadtteil Johannstadt.

## Geschichte
Die zweigeschossige Villa wurde 1906 als Putzbau mit Sandsteingliederungen in neubarocken Formen nach Plänen des Dresdner Architekten und Villa-Romana-Stipendiaten Heinrich Tscharmann für den Chemiker und Privatier Walter Luboldt, ehemals Mitinhaber des Pharmaunternehmens Gehe & Co. AG (ein Vorläufer der heutigen McKesson Europe AG), erbaut. Der bauplastische Schmuck der Fassade stammt vom Bildhauer Karl Groß, das Interieur von Oswin Hempel, die aufwändig gestaltete Gartenanlage schuf der Landschaftsarchitekt J. P. Großmann. Im Inneren des Gebäudes sind insbesondere Holzdecken mit Intarsienarbeiten und kunstgeschmiedete Treppengeländer von Bedeutung.
Die Villa diente in den 1930er und 1940er Jahren als Wohnsitz des sächsischen NSDAP-Gauleiters, Reichsstatthalters und Ministerpräsidenten Martin Mutschmann, weshalb sie im Volksmund auch als „Mutschmannvilla“ bezeichnet wird. 1943 ließ Mutschmann im Garten des Gebäudes einen Privatbunker aus Stahlbeton durch SS-Pioniere errichten. Dies war der einzige in Dresden errichtete zivile Luftschutzbunker, für die „normale“ Bevölkerung standen nur Luftschutzkeller zur Verfügung. Bei den Luftangriffen auf Dresden am 13. und 14. Februar 1945 brannte die Villa aus. Der Bunker wurde in den 1990er Jahren für die Errichtung von Neubauten abgebrochen.